# Fred von Allmen

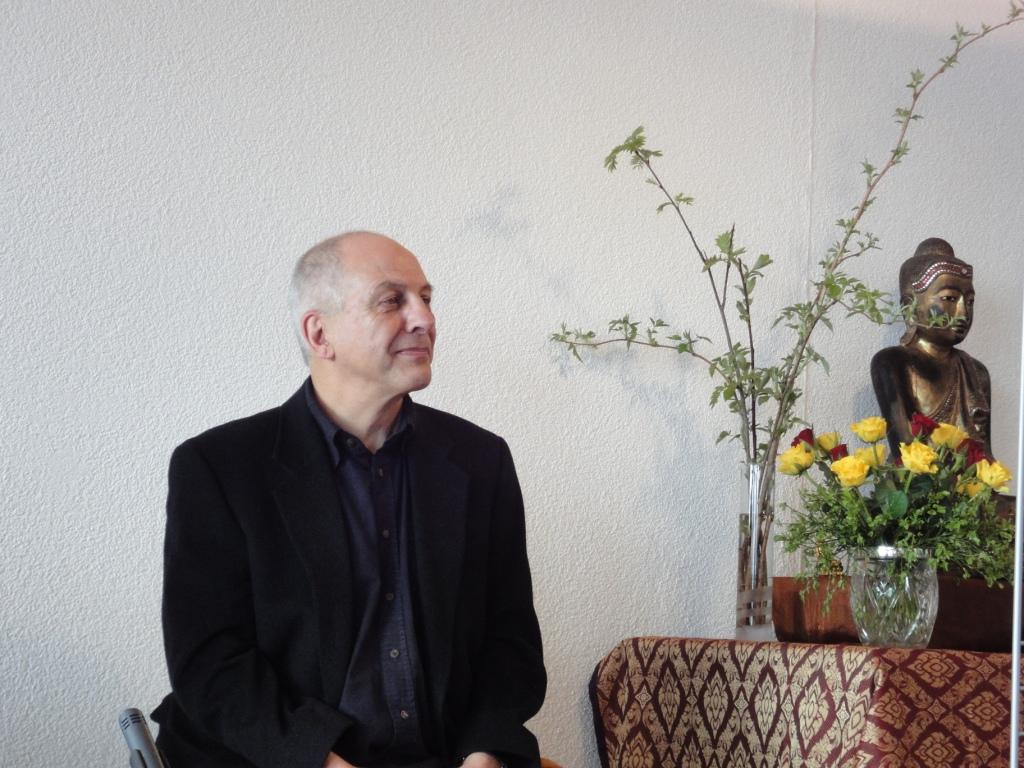
Fred von Allmen (2010)

Fred von Allmen (* 1943 in Bern) ist einer der ersten Schweizer Lehrer der Vipassana-Meditation, Mitbegründer des Meditationszentrums Beatenberg (Schweiz) zusammen mit Ursula Flückiger und anderen, Autor einer Anzahl Bücher zur buddhistischen Praxis, Leiter von Meditationskursen und ‑Retreats in Erkenntnis-Meditation (Vipassana) und Mitgefühl (Metta-Meditation) weltweit.

## Leben
Fred von Allmen wurde 1943 in Bern geboren und ist dort aufgewachsen. Von 1959 bis 1969 machte er eine Berufslehre und arbeitete als Fotograf.
Ab 1970 reiste er nach Indien und verbrachte insgesamt sieben Jahre in Asien mit Studium und Praxis buddhistischer Meditation. Er studierte und praktizierte unter Lama Geshe Rabten und verbrachte insgesamt vier Jahre im Retreat an der Insight Meditation Society (IMS) im US-amerikanischen Massachusetts unter Joseph Goldstein, Sharon Salzberg, Jack Kornfield und Christopher Titmuss. Ab 2002 nahm er an Retreats in der Dzogchen-Tradition unter Tsoknyi Rinpoche teil.
1984 begann er mit der Lehrtätigkeit in Europa, Indien und den USA. 1986 bis 2000 wirkte er bei der Dhamma-Gruppe-Schweiz mit, die in über zwanzig Jahren 130 Meditationsretreats organisierte. 2000 war er Mitbegründer des Meditationszentrums Beatenberg in der Schweiz.

## Lehrer
Seit 1970 praktiziert von Allmen in verschiedenen Formen buddhistischer Meditation unter bekannten Lehrern der tibetischen Dzogchen- und Gelug-Traditionen sowie der Theravada-Tradition. Zu seinen wichtigsten Lehrern zählen Geshe Rabten, der  Dalai Lama, Nyoshul Khen Rinpoche, Tsoknyi Rinpoche, Anagarika Munindra, Joseph Goldstein, Jack Kornfield, Sharon Salzberg, Christopher Titmuss und Christina Feldman.
1999 begann von Allmen eine Anzahl Dharma-Lehrender zu schulen und zum Durchführen von Retreats oder Kursen in Stadt-Zentren zu autorisieren. Er veröffentlichte zahlreiche Beiträge in buddhistischen Magazinen wie Buddhismus Aktuell, Ursache & Wirkung, Connection, Tao, Lotusblätter, Spuren und Meditationsszene Schweiz (podcast).

## Publikationen
- Die Freiheit entdecken, Grundlagen buddhistischer Erkenntnis-Meditation. Norbu Verlag, 2016, ISBN 978-3-944885-14-8.
- Mit Buddhas Augen sehen, Buddhistische Meditation und Praxis. edition steinrich, 2007, ISBN 978-3-942085-01-4.
- Buddhismus: Lehren – Praxis – Meditation. Theseus-Kamphausen, 2007, ISBN 978-3-89901-255-2.
- Buddhas tausend Gesichter, Legenden und Lehren Erleuchteter. edition steinrich, 2012, ISBN 978-3-942085-26-7.
- mit Tilmann Lhündrup, Ursula Flückiger: Mahamudra & Vipassana, Gewahr Sein, Retreat-Unterweisungen. Norbu Verlag, 2015, ISBN 978-3-944885-07-0.
- Das Gute feiern. In Sharon Salzberg (Hrsg.): Die Flügel der Freiheit. Arbor, ISBN 978-3-924195-76-2.
- Fred von Allmen, Porträt. In: Erdmute Klein: Buddhistische Persönlichkeiten. Arkana.
- Gelassenheit. In: Spirituell Leben, 111 Inspirationen – von Achtsamkeit bis Zufall. Herder Verlag.